# Episodes
Episodes is een Brits-Amerikaanse televisieserie van David Crane en Jeffrey Klarik met in de hoofdrollen Matt LeBlanc, Stephen Mangan en Tamsin Greig. De serie debuteerde op 9 januari 2011 op de Amerikaanse zender Showtime en een dag later op de Britse zender BBC Two. Het vijfde en laatste seizoen is uitgezonden in 2017. Matt LeBlanc werd voor zijn rol genomineerd voor een Emmy Award en een Satellite Award en hij won een Golden Globe.

## Verhaal
Sean en Beverly Lincoln zijn een gelukkig getrouwd Brits stel en succesvolle scenarioschrijvers van hun eigen televisieserie. Na het winnen van de zoveelste Bafta Award krijgen ze het voorstel om een remake van hun televisieserie te maken in de Verenigde Staten. Ze aanvaarden het voorstel, maar al snel blijkt alles mis te lopen. De hoofdacteur wordt buiten hun wil vervangen door Friends-ster Matt LeBlanc, die erg manipulatief blijkt te zijn en die de reputatie van het koppel op het spel zet waardoor zelfs het huwelijk onder druk komt te staan.

## Rolverdeling
- Matt LeBlanc als een fictieve Matt LeBlanc
- Stephen Mangan als Sean Lincoln
- Tamsin Greig als Beverly Lincoln
- John Pankow als Merc Lapidus
- Kathleen Rose Perkins als Carol Rance
- Mircea Monroe als Morning Randolph
- Richard Griffiths als Julian Bullard
- Daisy Haggard als Myra
- Lou Hirsch als Wallace